# Oblast Velkých jezer

Oblast Velkých jezer na mapě Severní Ameriky

Oblast Velkých jezer (anglicky Great Lakes region) je region v Severní Americe, který zahrnuje většinu kanadské provincie Ontario a osm států USA, které leží kolem Velkých jezer. V USA jde o státy Illinois, Indiana, Ohio, Michigan, Minnesota, New York, Pensylvánie a Wisconsin.
Nejdůležitější města jsou Buffalo, Chicago, Cleveland, Cincinnati, Detroit a Milwaukee v USA a Hamilton a Toronto v Kanadě.